# Ablattaria laevigata
Ablattaria laevigata är en skalbaggsart som först beskrevs av Fabricius 1775.  Ablattaria laevigata ingår i släktet Ablattaria, och familjen asbaggar. Arten har ej påträffats i Sverige.

## Bildgalleri

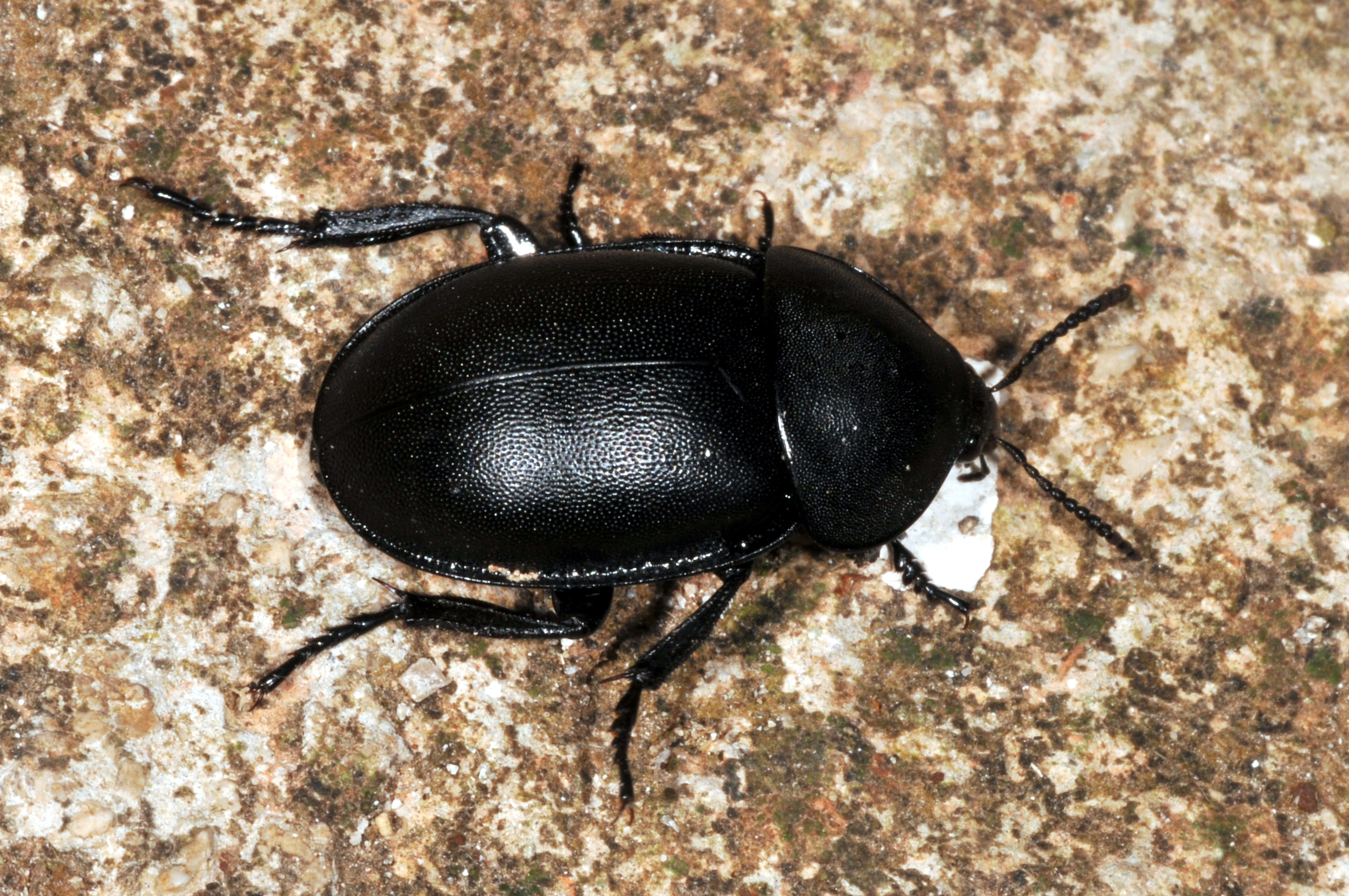
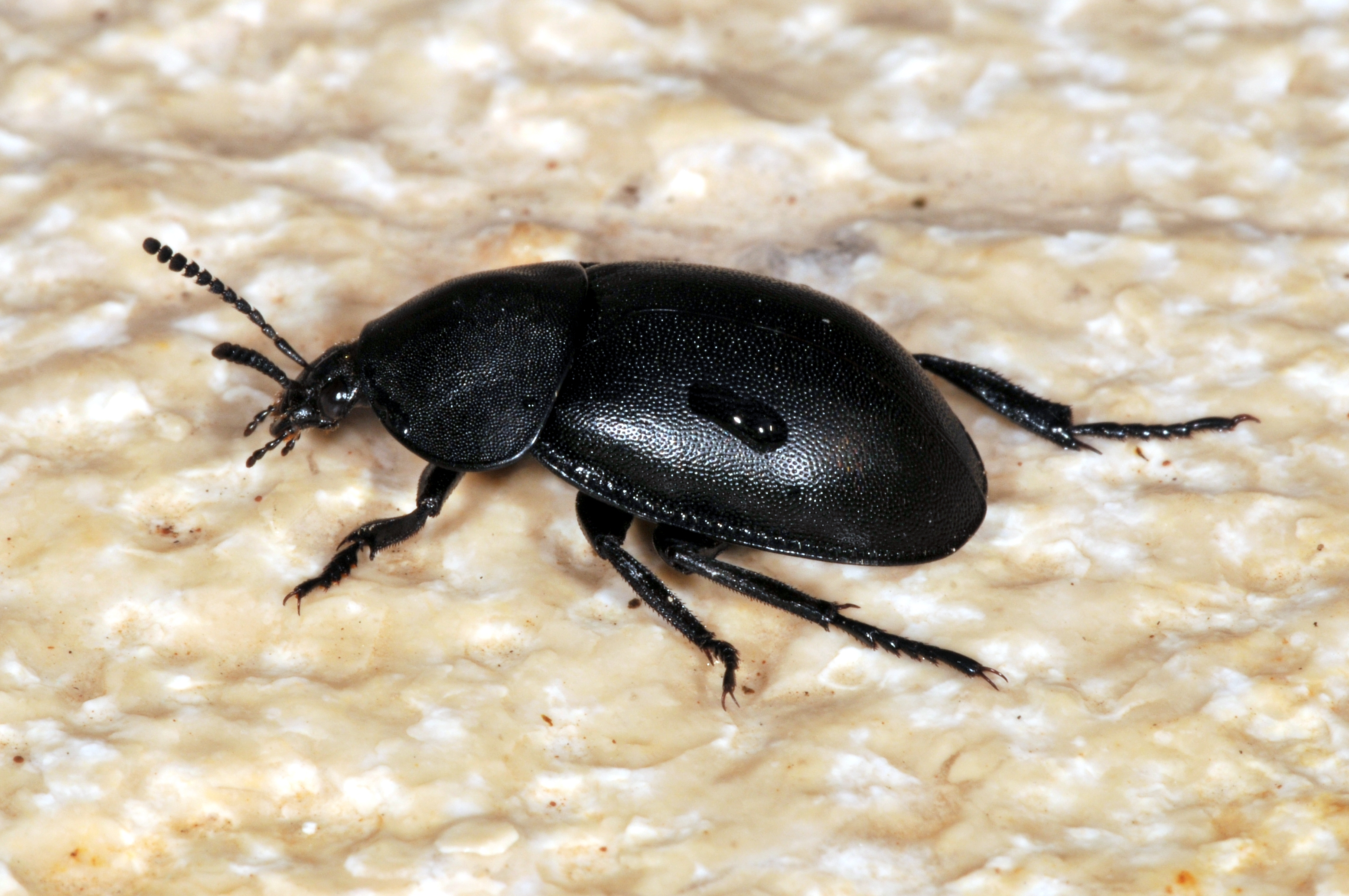